# William Warwick Buckland
William Warwick Buckland, (11 juin 1859 – 16 janvier 1946) est un spécialiste du droit romain, professeur Regius de droit civil à l'université de Cambridge de 1914 à 1945.

## Biographie
William Warwick Buckland fait ses études en France, au Hurstpierpoint College et à la Crystal Palace School of Engineering. Il entre au Gonville and Caius College de Cambridge en 1881, et est diplômé en 1884 avec une première en droit Tripos[Quoi ?]. Élu membre de Caius, il reste un universitaire de Cambridge jusqu'à la fin de sa vie. En 1920, il devient membre de la British Academy. Il reçoit des doctorats honorifiques des universités d'Oxford, d'Édimbourg (1922) de Harvard (1929), de Lyon, de Louvain et de Paris. Son livre le plus connu, A Textbook of Roman Law from Augustus to Justinian, est un texte de référence.
Il est enterré au cimetière paroissial de l'Ascension à Cambridge.

## Publications
- The Roman Law of Slavery: The Conditions of the Slave in Private Law from Augustus to Justinian (Cambridge : University Press, 1908)
- Equity in Roman Law: Lectures Delivered in the University of London, at the Request of the Faculty of Laws, Londres : University of London Press, 1911)
- Elementary Principles of Roman Private Law (Cambridge : University Press, 1912)
- A Textbook of Roman Law from Augustus to Justinian, Cambridge, University Press, 1921 (lire en ligne)
- A Manual of Roman Private Law (Cambridge : University Press, 1925)
- The Main Institutions of Roman Private Law (Cambridge : University Press, 1931)
- Roman Law and Common Law: A Comparison in Outline (Cambridge : University Press, 1936) (avec la collaboration d'Arnold McNair)
- Studies in the Glossators of the Roman Law: Newly Discovered Writings of the Twelfth Century (Cambridge : University Press , 1938) (édité et expliqué par Hermann Kantorowicz avec la collaboration de W.W. Buckland)
- Some Reflections on Jurisprudence, Cambridge, Cambridge University Press, 1945 (ISBN 9780208014078, lire en ligne )